# Faculdade Mozarteum de São Paulo
A Faculdade Mozarteum de São Paulo, também conhecida pela sigla FAMOSP, é uma instituição de ensino superior privada brasileira, situada no município de São Paulo. Localizada na Rua Nova dos Portugueses, na Zona Norte de São Paulo, abriga um total de 16 cursos para graduação e outros 100 para especialização. A FAMOSP possui como mantenedora a Sociedade de Ensino Superior Mozarteum.